# Mannane
Un mannane est un polysaccharide composé principalement de monomères de mannose.
Le terme mannane désigne, dans son sens le plus commun, un ensemble de polysaccharides appartenant à la famille des hémicelluloses,, un élément composant la paroi des cellules végétales.
Ce terme est également utilisé pour désigner les N-glycanes portés par certaines glycoprotéines de levures. En effet, chez ces organismes, la N-glycosylation des protéines se fait par l'ajout d'un motif glycosidique, un N-glycane, contenant de très grandes quantités de mannose, faisant de celui-ci son composant principal.
La racine manna correspond à la manne récoltée par les Hébreux, narrée dans l'Exode, qui est en fait la sécrétion sucrée de certains arbres et arbustes que l'on rencontre dans les déserts au Proche et au Moyen-Orient, comme Fraxinus ornus. 

## Composant des hémicelluloses
La spécificité des mannanes de plantes réside dans le fait que les monosaccharides qui les composent sont reliés par des liaisons beta-1,4. Ils peuvent être linéaires ou bien ramifiés, formant des chaines d'une longueur (ou Degré de polymérisation) compris entre 100 et 3000 unités.
On distingue plusieurs types de mannanes :
- Le mannane linéaire, dit « pur », formé d'une chaine principale liée par des liaisons beta-1,4, comprend au moins 90% d'unités mannose.
- Le glucomannane, formé d'une chaine de mannoses reliés par une liaison beta-1,4 dans laquelle des monomères de glucose sont présents en proportion variable.
- Le galactomannane, formé d'une chaine de mannoses reliés par une liaison beta-1,4 portant des ramifications composées d'un monomère de galactose relié par une liaison alpha-1,6.
- Le galactoglucomannane, forme hybride, dans laquelle la chaine principale comprend des monomères de mannose et de glucose, tout en étant ramifié par des galactoses. Ce type de mannane est principalement retrouvé dans l'endosperme des légumineuses en tant que composant structural ou de stockage d'énergie[4]. Ses propriétés rhéologiques lui donnent des propriétés de rétention d'eau, très utiles pour préserver certaines graines de la sécheresse[5].

## Mannane chez les levures
Chez les levures comme Saccharomyces cerevisiae ou Candida albicans, les formes hybrides et complexes des N-glycanes retrouvés chez les eucaryotes supérieurs sont inexistantes. Seule une forme riche en mannose, semblable à celle retrouvée chez les plantes est présente. Issu du précurseur de tous les N-glycanes, de formule Glc3Man9GlcNAc2-Asn, ce mannane de levure contient une chaine branchée en alpha-1,6 d'une centaine de résidus mannose portant des ramifications. Ces ramifications sont également composées de résidus mannose. Au total, plusieurs centaines de résidus mannose sont présents au sein de cette structure, ce qui contribua à la nommer mannane. Mais contrairement au mannane de plante, les unités mannose sont ici reliées entre elles par des liaisons alpha.